# Catocala edwardsi
Catocala edwardsi är en fjärilsart som beskrevs av Kusnetzov 1903. Catocala edwardsi ingår i släktet Catocala och familjen nattflyn. Inga underarter finns listade i Catalogue of Life.